# Мегрелија-Горња Сванетија
Мегрелија-Горња Сванетија (груз. სამეგრელო-ზემო სვანეთი [samegrelo-zemo svaneti] — Самегрело-Земо Сванети) је регија (мкхаре) у западној Грузији. Граничи се са Абхазијом на западу, Русијом на северу и са регијама Лечхуми-Доња Сванетија и Имеретијом на истоку и Гуријом на југу.
Главни град је Зугдиди.
Регија се простире на 7.441 km² и има 330.761 становника (2014).

## Етничка структура
- Грузини 99,37%
- Руси 0,35%[1]